# Anacridum melanorhodon
Anacridum melanorhodon là một loài côn trùng trong họ Acrididae. Loài này được Walker miêu tả khoa học đầu tiên năm 1870.
Đây là loài gây hại của cây Acacia senegal, phát triển phổ biến ở Sudan.